# XXVI Universiade invernale
La XXVI Universiade invernale si svolse in Trentino, in Italia, dall'11 al 21 dicembre 2013. La provincia autonoma rispose positivamente all'invito della FISU ad organizzare questa edizione delle universiadi in sostituzione di Maribor, Slovenia, alla quale la federazione dovette togliere l'organizzazione a causa di problemi economici. La nuova assegnazione avvenne il 16 marzo 2012.
Il motto della manifestazione è "Inspired by U" ("Ispirati da Voi").
La fiaccola, realizzata dal dipartimento di ingegneria industriale dell'Università di Trento, ricorda una genziana con cinque petali a forma di sci, dai colori che richiamano i colori olimpici e le cinque stelle delle universiadi. È stata accesa ufficialmente da Papa Francesco a Roma il 6 novembre 2013.

## Processo di candidatura
Il processo di candidatura venne avviato il 1º settembre 2007 con l'invio della lettera d'invito alla partecipazione al processo di candidatura per l'edizione 2013 (sia estiva che invernale) delle Universiadi, a tutte le federazioni associate alla FISU da parte del presidente.
Il processo di candidatura seguì le seguenti tappe:
- 1º settembre 2007: apertura del processo di candidatura
- 1º settembre 2007 - 15 ottobre 2007: periodo per l'invio della lettera di interesse alla FISU da parte delle federazioni interessate
- 1º novembre 2007: la FISU invia alle città interessate le condizioni di candidatura
- 15 marzo 2008: termine ultimo per l'invio del dossier di candidatura e per il pagamento degli oneri di candidatura. Chiusura della prima fase del processo.
- 15 marzo 2008 - 30 aprile 2008: valutazione del dossier e visite alle città candidate da parte della commissione di valutazione
- 30 aprile 2008 - 30 maggio 2008: redazione del rapporto finale di valutazione.
- 31 maggio 2008: presentazione del report al Comitato Esecutivo FISU. Presentazione delle città candidate. Elezione di Maribor  Slovenia come città organizzatrice.
- 30 giugno 2008: pagamento degli oneri di assegnazione.

### Città candidate
Solo la città di Maribor, unica candidata ufficiale, ha consegnato il proprio dossier di candidatura nei tempi previsti, diventando l'unica città a richiedere la possibilità di ospitare i Giochi.
Altre città che avevano fatto sapere di essere interessate all'organizzazione dell'evento, ma che non hanno ufficializzato il proprio interesse sono:
- Almaty
- Calgary

Purtroppo il Comitato Organizzatore cominciò ad avere numerosi problemi nel recuperare i fondi per il pagamento degli oneri di registrazione presso la FISU, tanto che chiese e ottenne di posticipare data del pagamento al 31 marzo 2009, con la speranza di riuscire a trovare il denaro necessario.
Il 18 febbraio 2012 la FISU decise di richiedere un incontro ufficiale agli organizzatori per richiedere notizie ufficiali sull'organizzazione dei giochi, dopo aver raccolto dai media informazioni non ufficiali riguardo alla decisione da parte del governo sloveno di non garantire ulteriore supporto finanziario ai Giochi e riguardo alla presunta rinuncia ai Giochi da parte del Comitato Organizzatore, oltre che della liquidazione della società formatasi per l'organizzazione.
A seguito di mancate risposte la federazione decise definitivamente per la cancellazione dell'assegnazione.

## Le Universiadi

### Paesi partecipanti
| Africa |
| --- |
| - Sudafrica |
| Americhe |
| - Bolivia - Brasile - Canada - Messico - Stati Uniti |
| Asia |
| - Cina - Corea del Sud - Hong Kong - Giappone - India - Iran - Kazakistan - Mongolia - Nepal - Taipei cinese - Thailandia |
| Europa |
| - Austria - Azerbaigian - Belgio - Bielorussia - Bosnia ed Erzegovina - Bulgaria - Croazia - Estonia - Finlandia - Francia - Georgia - Germania - Italia - Lettonia - Lituania - Macedonia - Monaco - Norvegia - Paesi Bassi - Polonia - Gran Bretagna - Rep. Ceca - Russia - San Marino - Serbia - Slovacchia - Slovenia - Spagna - Svezia - Svizzera - Turchia - Ucraina - Ungheria |
| Oceania |
| - Australia - Nuova Zelanda |

### Calendario
La manifestazione prevede gare nei seguenti sport:
| CA | Cerimonia d'apertura | ● | Gare | 1 | Finali | SG | Serata di gala | CC | Cerimonia di chiusura |

| Dicembre 2013           | 10 Mar | 11 Mer | 12 Gio | 13 Ven | 14 Sab | 15 Dom | 16 Lun | 17 Mar | 18 Mer | 19 Gio | 20 Ven | 21 Sab | Eventi |
| ----------------------- | ------ | ------ | ------ | ------ | ------ | ------ | ------ | ------ | ------ | ------ | ------ | ------ | ------ |
| Cerimonie               |        | CA     |        |        |        |        |        |        |        |        |        | CC     |        |
| Biathlon                |        |        |        | 2      |        | 2      | 2      |        | 1      |        | 2      |        | 9      |
| Combinata nordica       |        |        |        | 1      |        |        | 1      |        | 1      |        |        |        | 3      |
| Curling                 |        |        | ●      | ●      | ●      | ●      | ●      | ●      | ●      | ●      | 2      |        | 2      |
| Freestyle               |        |        |        |        |        | 2      |        |        | 2      |        |        |        | 4      |
| Hockey su ghiaccio      | ●      |        | ●      | ●      | ●      | ●      | ●      | ●      | ●      | ●      | 1      | 1      | 2      |
| Pattinaggio di figura   |        | ●      | 1      | 1      | 1      | 1/SG   |        |        |        |        |        |        | 5      |
| Pattinaggio di velocità |        |        |        | 2      | 2      | 2      |        | 2      | 2      | 2      |        |        | 12     |
| Salto con gli sci       |        |        |        |        | 2      |        |        | 1      | 1      |        | 1      |        | 5      |
| Sci alpino              |        |        |        | 2      | 1      | 1      |        | 1      | 1      |        | 4      |        | 10     |
| Sci di fondo            |        |        | 2      |        | 2      | 1      |        | 2      |        | 2      | 1      | 1      | 11     |
| Short track             |        |        |        |        |        |        |        |        | 2      | 2      | 4      |        | 8      |
| Snowboard               |        | ●      | 2      |        | 2      |        | ●      | 2      |        |        | ●      | 2      | 8      |
| Totale eventi           |        |        | 5      | 9      | 10     | 9      | 3      | 8      | 10     | 6      | 15     | 4      | 79     |
| Totale cumulativo       |        |        | 5      | 14     | 24     | 33     | 36     | 44     | 54     | 60     | 75     | 79     |        |
| Decembre 2013           | 10 Mar | 11 Mer | 12 Gio | 13 Ven | 14 Sab | 15 Dom | 16 Lun | 17 Mar | 18 Mer | 19 Gio | 20 Ven | 21 Sab | Eventi |

## Impianti
Per la XXVI Universiade invernale vennero utilizzati i seguenti impianti. La capacità dell'impianto è riferita al periodo dei giochi.
| Impianto                            | Comune                | Sport                                         | Capienza | Immagine |
| ----------------------------------- | --------------------- | --------------------------------------------- | -------- | -------- |
| PalaGhiaccio                        | Pergine Valsugana     | Hockey su ghiaccio                            | 1.500    |          |
| PalaGhiaccio                        | Trento                | Pattinaggio artistico su ghiaccio Short track | 900      |          |
| PalaGhiaccio comunale               | Cavalese              | Hockey su ghiaccio                            | 1.000    |          |
| Piazza del Duomo                    | Trento                | Cerimonia di apertura                         | -        |          |
| Pista Canalon                       | Trento                | Snowboard                                     | 1.000    |          |
| Pista Lavanman                      | Trento                | Snowboard Freestyle                           | 1.000    |          |
| Pista Nuova Cima Uomo               | Moena                 | Sci alpino                                    | 1.000    |          |
| Ski Stadium Aloch                   | San Giovanni di Fassa | Sci alpino                                    | 3.200    |          |
| Snowpark di Monte Bondone           | Trento                | Snowboard Freestyle                           | 1.000    |          |
| Stadio del fondo di Lago di Tesero  | Tesero                | Biathlon Sci di fondo Combinata nordica       | 50.000   |          |
| Stadio del ghiaccio                 | Baselga di Piné       | Pattinaggio di velocità Curling               | 1.800    |          |
| Stadio del ghiaccio Gianmario Scola | Canazei               | Cerimonia di chiusura Hockey su ghiaccio      | 3.500    |          |
| Stadio del salto Giuseppe Dal Ben   | Predazzo              | Combinata nordica Salto con gli sci           | 10.000   |          |

## Medagliere
Paese ospitante
| Pos.   | Paese         | Oro | Argento | Bronzo | Totale |
| ------ | ------------- | --- | ------- | ------ | ------ |
| 1      | Russia        | 15  | 16      | 19     | 50     |
| 2      | Polonia       | 10  | 10      | 3      | 23     |
| 3      | Corea del Sud | 8   | 9       | 7      | 24     |
| 4      | Cina          | 5   | 2       | 3      | 10     |
| 5      | Rep. Ceca     | 4   | 3       | 6      | 13     |
| 6      | Italia        | 3   | 5       | 5      | 13     |
| 7      | Francia       | 3   | 4       | 1      | 8      |
| 8      | Ucraina       | 3   | 3       | 3      | 9      |
| 9      | Finlandia     | 3   | 2       | 3      | 8      |
| 10     | Austria       | 3   | 2       | 1      | 6      |
| 11     | Giappone      | 3   | 1       | 4      | 8      |
| 12     | Serbia        | 3   | 0       | 1      | 4      |
| 13     | Canada        | 2   | 3       | 3      | 8      |
| 14     | Slovacchia    | 2   | 3       | 0      | 5      |
| 15     | Kazakistan    | 2   | 2       | 1      | 5      |
| 16     | Svizzera      | 1   | 3       | 4      | 8      |
| 17     | Svezia        | 1   | 2       | 1      | 4      |
| 18     | Slovenia      | 1   | 1       | 2      | 4      |
| 18     | Stati Uniti   | 1   | 1       | 2      | 4      |
| 20     | Norvegia      | 1   | 1       | 1      | 3      |
| 20     | Ungheria      | 1   | 1       | 1      | 3      |
| 22     | Paesi Bassi   | 1   | 0       | 1      | 2      |
| 23     | Monaco        | 1   | 0       | 0      | 1      |
| 23     | Nuova Zelanda | 1   | 0       | 0      | 1      |
| 23     | Spagna        | 1   | 0       | 0      | 1      |
| 26     | Bielorussia   | 0   | 1       | 1      | 2      |
| 26     | Germania      | 0   | 1       | 1      | 2      |
| 28     | Azerbaigian   | 0   | 1       | 0      | 1      |
| 28     | Gran Bretagna | 0   | 1       | 0      | 1      |
| 30     | Australia     | 0   | 0       | 1      | 1      |
| 30     | Lituania      | 0   | 0       | 1      | 1      |
| 30     | Taipei cinese | 0   | 0       | 1      | 1      |
| Totale | Totale        | 79  | 78      | 77     | 234    |